# Jamala
Jamala (in ucraino Джамала?, Džamala), pseudonimo di Susana Alimivna Džamaladinova (in ucraino Сусана Алімівна Джамаладінова?; in tataro di Crimea: Susana Alim qızı Camaladinova; Oš, 27 agosto 1983), è una cantante ucraina. Il suo soprannome, Jamala, è il diminutivo del suo cognome secondo la grafia anglosassone.
In seguito alla sua vittoria nella selezione nazionale Jamala è stata scelta per rappresentare l'Ucraina all'Eurovision Song Contest 2016 a Stoccolma con la canzone 1944, risultando vincitrice della competizione.

## Biografia
Figlia di un direttore d'orchestra tataro di Crimea e di una pianista armena del Nagorno Karabakh, Jamala è nata nel 1983 ad Oš, nel Kirghizistan sovietico, perché la sua famiglia paterna è stata vittima della Sürgünlik, la deportazione dei tatari di Crimea ad opera di Stalin. Nel 1989 la famiglia fa ritorno in Ucraina a Malorichens'ke, nei pressi della città di Alušta, poco prima dell'indipendenza del Paese. Per poter fare ritorno in Crimea i genitori hanno dovuto chiedere temporaneamente il divorzio in modo che la casa potesse essere venduta alla madre che non era di etnia tatara.
Jamala inizia a cantare da bambina musica folk in lingua tatara di Crimea, studia pianoforte per diversi anni e successivamente studia canto alla Scuola di Musica di Sinferopoli e opera lirica, come Soprano lirico-drammatico, al Conservatorio di Kiev. A livello professionale inizia a fare concerti già all'età di 15 anni.
Il 14 maggio 2016 Jamala vince l'Eurovision Song Contest a Stoccolma con il brano 1944, ispirato alla storia della sua famiglia. A poche settimane dalla finale dell'Eurovision, il brano 1944 conquista la quarta posizione in patria e raggiunge piazzamenti significativi anche in Slovenia (quinta posizione) e nella classifica mista Fiandre (quindicesima).
Il 13 maggio 2017 Jamala si esibisce nella serata finale dell'Eurovision Song Contest 2017 con il suo nuovo singolo I Believe in U.
Nel 2017 è stata ufficializzata la sua partecipazione tra i giudici di Vidbir, per la selezione nazionale ucraina per l'Eurovision Song Contest.

## Vita privata
Il 26 aprile 2017 Jamala ha sposato Bekir Suleimanov, attivista tataro di Crimea. Il matrimonio è stato celebrato nel Centro Culturale Islamico di Kiev, con una tradizionale cerimonia islamica. La coppia ha due figli, nati rispettivamente nel 2018 e nel 2020.
Nel febbraio 2022, durante l'invasione russa dell'Ucraina, lei ed i figli hanno lasciato Kiev e si sono rifugiati prima in Romania e poi in Turchia.

## Discografia

### Album in studio

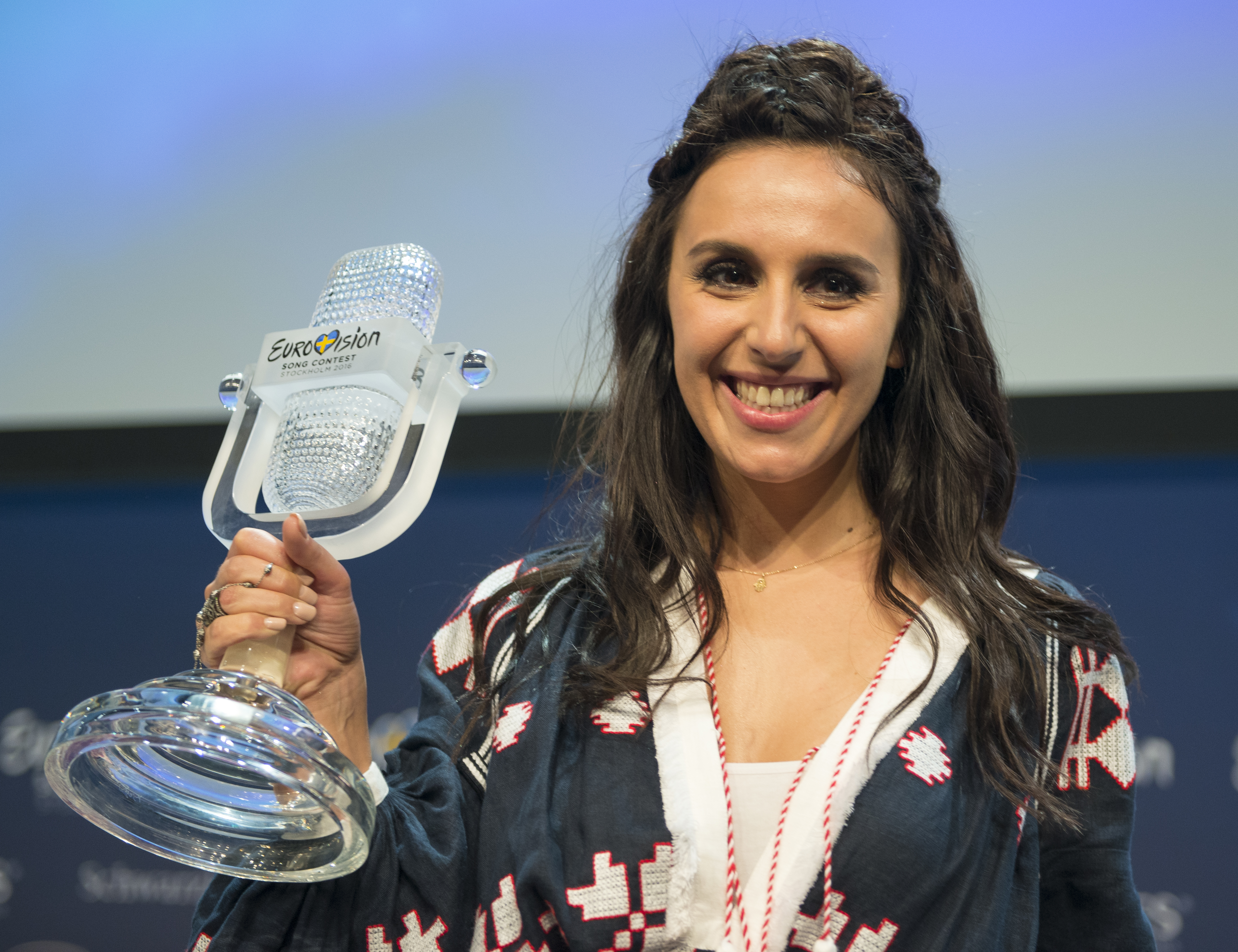
Jamala con il premio dell'Eurovision Song Contest 2016

- 2011 – For Every Heart
- 2013 – All or Nothing
- 2015 – Podych
- 2018 – Kryla

### EP
- 2014 – Thank You

### Raccolte
- 2016 – 1944
- 2019 – 10